# Nathaniel Mitchell
Nathaniel Mitchell (1753 - 21 de fevereiro de 1814) foi um político norte-americano que foi governador do estado do Delaware, no período de 1805 a 1808, pelo Partido Federalista.